# Eames House
A Eames House, também conhecida como Case Study House nº 8, é uma residência localizada em Pacific Palisades, Los Angeles, Califórnia. Projetada e construída em 1949 pelos designers Charles e Ray Eames, a casa tornou-se um dos ícones da arquitetura modernista do século XX. Serviu simultaneamente como lar e estúdio criativo do casal, e até hoje é celebrada por sua proposta inovadora de integração entre o design industrial, funcionalidade e harmonia com o ambiente natural.

### Contexto Histórico
A Eames House nasceu do programa Case Study Houses, iniciativa promovida pela revista Arts & Architecture entre 1945 e 1966. O objetivo era estimular o desenvolvimento de residências acessíveis e modernas no período pós-Segunda Guerra Mundial, aplicando novos materiais e técnicas industriais.
Charles e Ray Eames propuseram inicialmente uma estrutura vertical suspensa sobre o terreno, mas devido ao atraso na entrega de materiais, revisaram completamente o projeto. A nova solução manteve os mesmos componentes industriais, mas distribuiu a construção em módulos horizontais, adaptando-se ao relevo e valorizando o entorno paisagístico do terreno.

### Arquitetura e Composição
A residência é formada por dois volumes retangulares principais: um deles abriga os espaços de convivência e dormitórios (casa), e o outro funciona como estúdio de trabalho (atelier). Ambos são compostos por estrutura metálica com painéis pré-fabricados em vidro, madeira e alumínio, criando uma fachada rítmica, geométrica e colorida.
O projeto é um exemplo claro dos princípios do modernismo: linhas limpas, espaços abertos, integração com a natureza, uso de materiais industriais e ênfase na funcionalidade. As paredes de vidro trazem luminosidade natural abundante e permitem uma vista contínua do jardim, que foi cuidadosamente planejado para dialogar com a construção.
O mobiliário original da casa era composto por peças desenhadas pelos próprios Eames, muitas das quais tornaram-se clássicos do design mundial. A disposição dos móveis, objetos, livros e obras de arte demonstrava a filosofia do casal de unir estética, função e cotidiano de forma orgânica.

### Influência e Legado
A Eames House não apenas serviu como lar do casal, mas também como laboratório de criação. Muitos dos móveis e projetos gráficos desenvolvidos pelos Eames nasceram nesse ambiente criativo. Entre as criações mais conhecidas está a Poltrona Charles Eames (Eames Lounge Chair), considerada até hoje um símbolo de conforto, inovação e sofisticação no design de interiores moderno.
Segundo o portal Casa Bruni, a poltrona segue até hoje os mesmos princípios que definem a Eames House: ergonomia, durabilidade, estilo e valorização de materiais nobres como madeira moldada e couro natural.
Em 2006, a Eames House foi oficialmente tombada como Marco Histórico Nacional dos Estados Unidos, reforçando seu papel como uma das construções residenciais mais influentes do século XX. Atualmente, está sob cuidado da Eames Foundation, que preserva o espaço e promove visitas agendadas, permitindo ao público vivenciar de perto o legado de Charles e Ray Eames.

### Curiosidades
- A casa foi construída em apenas três dias, após a chegada dos materiais. Todo o planejamento e adaptação levaram cerca de um ano.
- Charles Eames costumava dizer que a casa era "como uma concha que protege, mas nunca separa do mundo".
- A residência aparece em diversos documentários e livros sobre arquitetura e design moderno.
- O jardim e a decoração interna da casa permanecem praticamente inalterados desde a época em que os Eames viviam ali.